# Rio Erdre
O rio Erdre é um rio do oeste da França que é afluente do rio Loire pela sua margem direita. Sua fonte está no departamento Maine-et-Loire, próximo a La Pouëze. Ele corta os departamentos de Maine-et-Loire e Loire-Atlantique e desagua no rio Loire na cidade de Nantes.
Da nascente até a foz, o rio Erdre faz um percurso total de 97 km, banhando sucessivamente as comunas de:
No departamento de Maine-et-Loire:
- La Pouëze
- Le Louroux-Béconnais
- Vern-d'Anjou
- La Cornuaille
- Angrie
- Candé
- Freigné

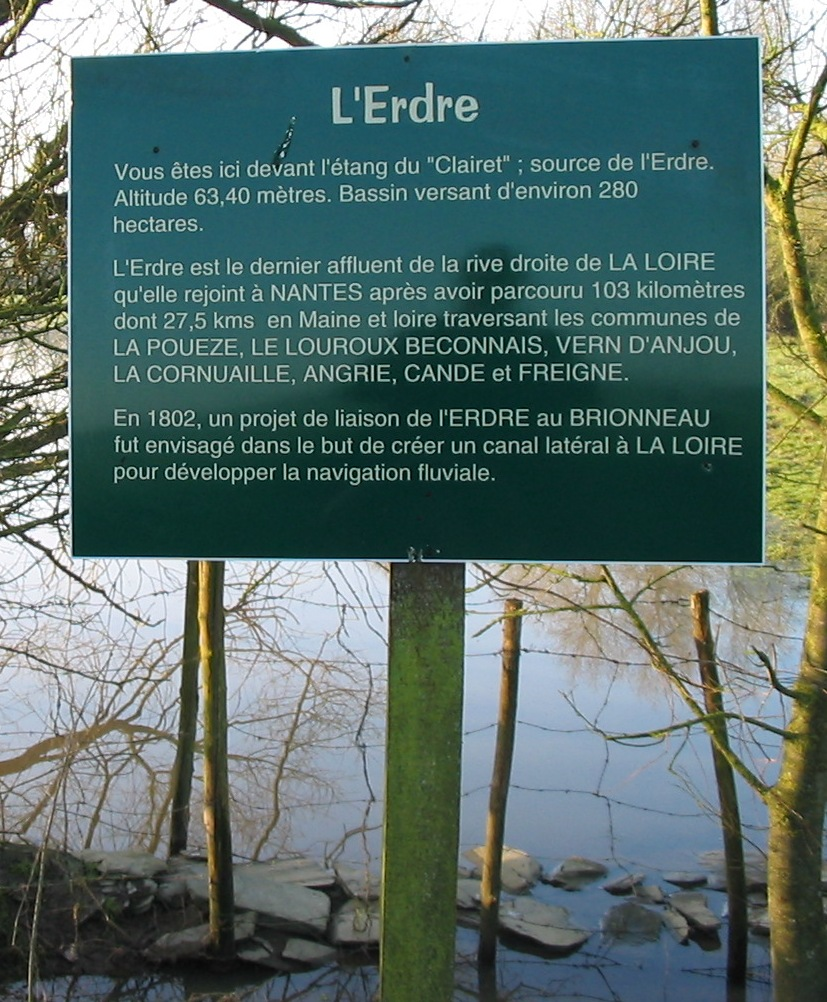
Nascente do Erdre, em La Pouëze, Maine-et-Loire

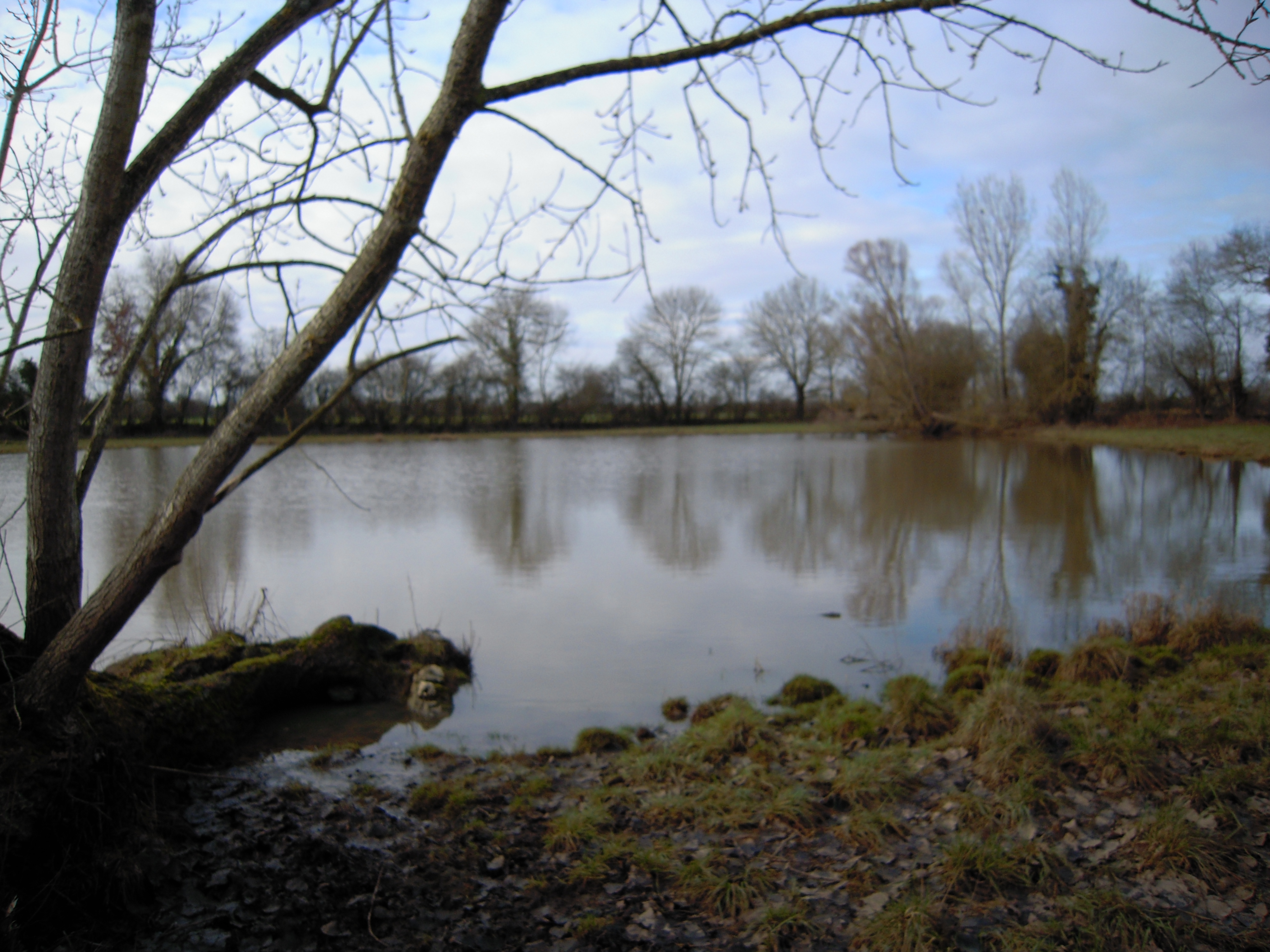
O étang du Clairet

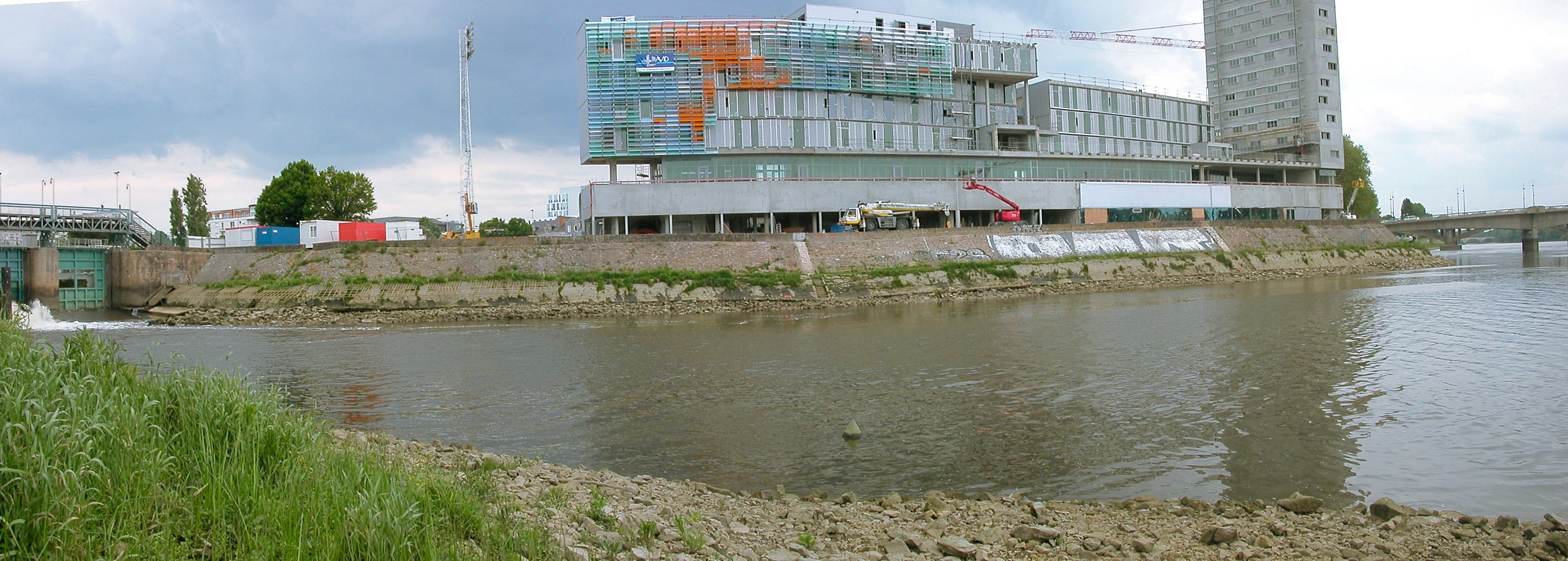
Confluência do Erdre e do Loire em Nantes

No departamento de Loire-Atlantique:
- Saint-Mars-la-Jaille
- Bonnœuvre
- Riaillé
- Trans-sur-Erdre
- Joué-sur-Erdre
- Nort-sur-Erdre
- Casson
- Petit-Mars
- Saint-Mars-du-Désert
- Sucé-sur-Erdre
- Carquefou
- La Chapelle-sur-Erdre
- Nantes